# Vol British Midland 092
Le 8 janvier 1989, le Boeing 737-400 assurant le vol British Midland 092 s'est écrasé sur un talus de l'autoroute M1 près de Kegworth, dans le Leicestershire, au centre du Royaume-Uni. L'avion essayait de faire un atterrissage d'urgence à l'aéroport d'East Midlands tout proche à la suite d'un problème de moteur.
Lors de cet accident aérien, connu sous le nom de catastrophe de Kegworth, on dénombre 47 morts et 74 blessés graves, dont les 7 membres d'équipage, parmi les 126 passagers et membres d'équipage à bord. 
Il s’agit à la fois de la première perte et du premier accident mortel impliquant un Boeing 737 Classic.

## Avion et équipage

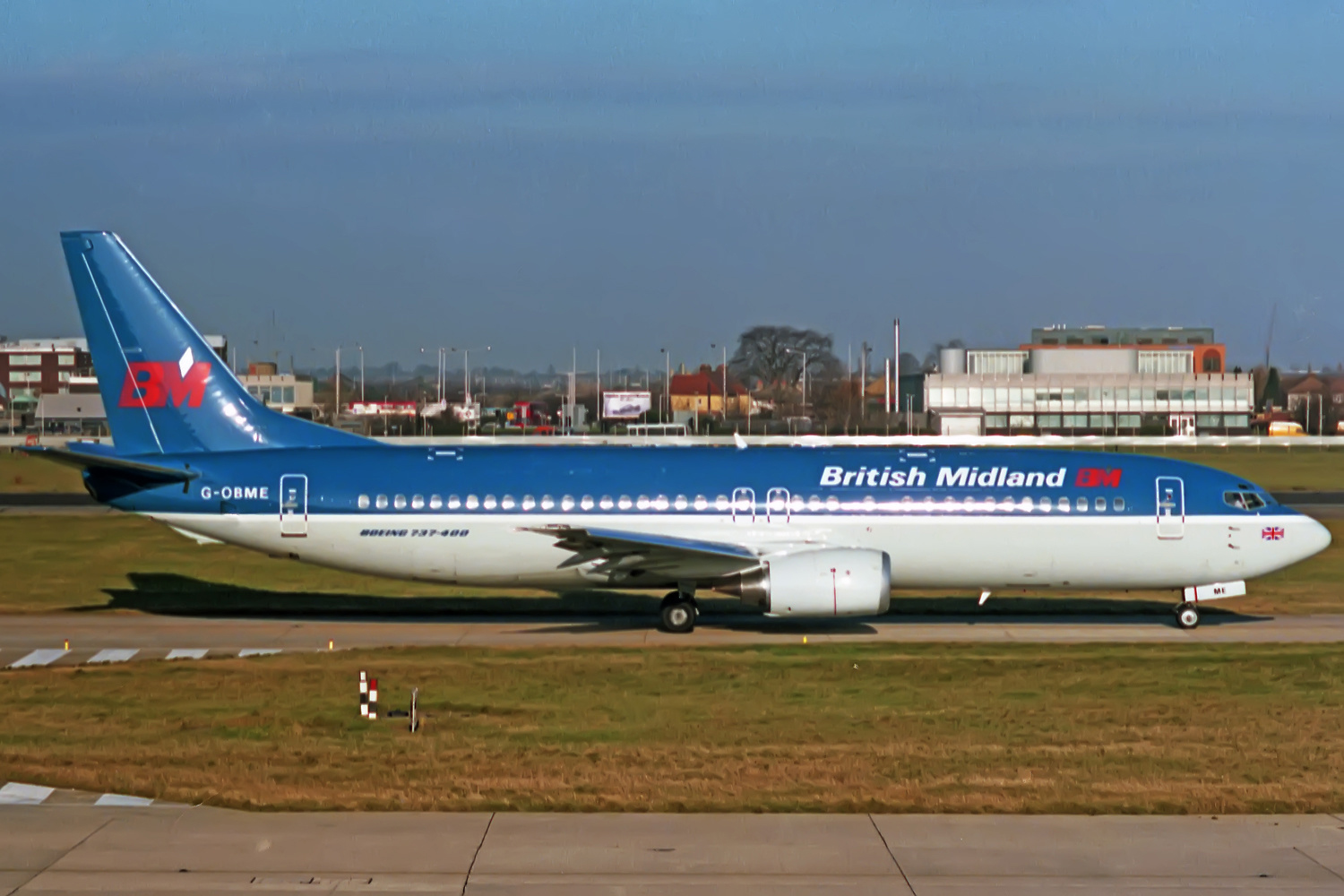
Le Boeing 737-400 de British Midland impliqué, ici à l'aéroport de Londres-Heathrow en novembre 1988, deux mois avant l'accident.

L'appareil impliqué est un Boeing 737-4Y0, immatriculé G-OBME, exploité par la compagnie aérienne britannique British Midland. Le 737-400 était la version la plus récente du Boeing 737 mis en service, le premier de ces avions étant entré en service moins de quatre mois plus tôt, en septembre 1988. Celui effectuant le vol 092 était en service depuis 85 jours, depuis le 15 octobre 1988, et avait cumulé seulement 521 heures de vol. Cet avion de ligne court-moyen-courrier était propulsé par deux turboréacteurs à double flux, de type CFM International CFM56.
L'équipage est composé du commandant de bord Kevin Hunt (43 ans) et du copilote David McClelland (39 ans). Le commandant Hunt est un pilote vétéran de la British Midland, qui travaille pour la compagnie aérienne depuis 1966 et compte environ 13 200 heures de vol. Le copilote McClelland a rejoint British Midland en 1988 et totalise environ 3 300 heures de vol. À eux deux, les pilotes totalisent près de 1 000 heures de vol dans le cockpit d'un Boeing 737 (Hunt en avait 763 et McClelland en avait 192). Cependant, seules 76 d'entre elles ont été effectuées aux commandes d'un 737-400 (Hunt en avait 23 heures et McClelland en avait 53 heures).

## Accident
Le vol 092 était un vol régulier entre Londres Heathrow et Belfast. L'appareil avait déjà effectué un Heathrow - Belfast - Heathrow dans la journée, sans problèmes. Après avoir décollé à 19:52, le vol 092 se trouvait à 28 300 pieds, grimpant pour atteindre son altitude de croisière de 35 000 pieds quand des ailettes du réacteur gauche se brisèrent soudainement. Tant que les pilotes n'identifièrent pas la source du problème, le bruit de battement qui s'était fait soudainement entendre perdura accompagné de sévères vibrations de l'appareil. En plus, de la fumée s'introduisit dans la cabine par le système de ventilation avec une odeur de brulé. Plusieurs passagers assis vers l'arrière de l'appareil virent de la fumée et des flammes sortir du réacteur gauche.
Le vol fut alors dérouté vers l'aéroport le plus proche, celui d'East Midlands, sur une suggestion du centre des opérations de la British Midland.
Après la rupture initiale des ailettes, le commandant de bord désengagea le pilote automatique. Quand il demanda au copilote quel moteur fonctionnait mal, McClelland répondit : « C'est le gau... c'est le droit. » Dans les avions de type Boeing 737-200 sur lequel ils opéraient habituellement, l'air conditionné fonctionnait avec le moteur droit, mais sur le 737-400 il fonctionne avec les deux. Les pilotes étaient habitués à l'ancien appareil (737-200) et ne réalisèrent pas que sur cet avion, c'était différent (British Midland ne l'avait utilisé en vol que 520 heures sur une période de deux mois). Quand ils sentirent la fumée, ils pensèrent donc naturellement que cela venait du moteur droit ; cela les conduisit à arrêter ce dernier au lieu du moteur gauche qui connaissait des problèmes (ils ne pouvaient faire un contrôle visuel des réacteurs depuis le cockpit, et dans la cabine, le personnel ne les informa pas que de la fumée et des flammes avaient été vues sur le moteur gauche.) 
Lorsque les pilotes arrêtèrent le moteur droit, ils ne sentirent plus l'odeur de fumée. Ils pensèrent donc qu'ils avaient agi sur le bon moteur et bien géré le problème. En fait, il s'agissait juste d'une coïncidence. Quand la commande automatique des gaz fut désengagée pour couper le moteur droit, le flux de carburant du moteur gauche fut automatiquement réduit et donc l'excès de carburant, qui s'enflammait à la sortie du réacteur, disparut. Les conséquences des dommages sur le moteur se réduisirent alors : l'odeur de fumée disparut et les vibrations diminuèrent, bien qu'elles aient été encore visibles sur les instruments de bord.  En effet, alors qu'il faisait route vers l'aéroport d'East Midlands, l'avion n'avait pas besoin d'une forte puissance. Le moteur gauche, même endommagé, fournissait à lui seul une puissance suffisante au vol. 

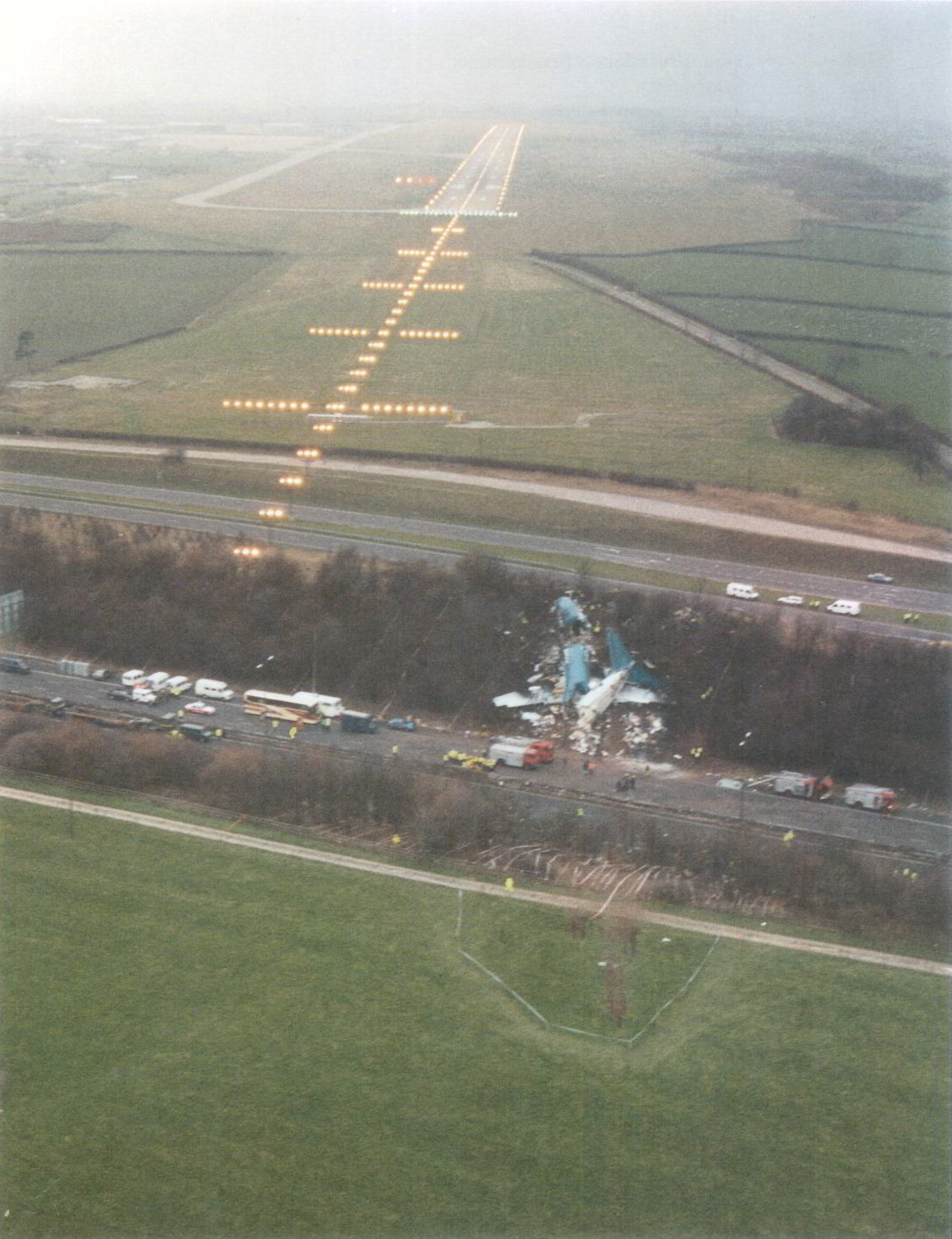
Prise de vue aérienne du site du crash du vol 092.

Mais lors de l'approche finale vers l'aéroport, une plus grande puissance était nécessaire pour maintenir la vitesse. Plus de carburant fut donc envoyé vers le moteur endommagé ce qui conduisit à le mettre définitivement hors service et y mettre de nouveau le feu. L'équipage essaya alors de redémarrer le moteur droit, celui qu'ils avaient coupé par erreur, avec une remise en marche au moulinet (en se servant de la vitesse de l'avion donc du flux d'air circulant autour du réacteur) mais l'avion à ce moment volait trop lentement pour le permettre. L'avion se trouvait alors en vol plané, privé de toute propulsion. Le commandant de bord en relevant le nez de l'appareil réussit à conserver l'avion suffisamment longtemps en l'air pour éviter un crash sur le village de Kegworth. Mais juste avant de survoler l'autoroute M1 et à quelques centaines de mètres seulement de la piste de l'aéroport, la queue heurta le sol et l'avion rebondit en l'air. Il passa au-dessus de l'autoroute et s'écrasa sur le gros talus opposé, se brisant en trois sections.

## Victimes
47 des 118 passagers périrent (39 sur place et 8 ultérieurement de leurs blessures), les 6 membres de l'équipage survécurent à l'accident. Sur les 79 survivants, 5 eurent des blessures légères et 74 des blessures graves. Personne ne fut blessé au sol et aucun véhicule endommagé. Un chauffeur, qui fut la première personne à porter secours, souffrit par la suite de troubles post-traumatiques.

## Causes

### Arrêt du mauvais moteur
À cause de l'odeur de fumée, le commandant Kevin Hunt crut que c'était le réacteur droit qui connaissait un problème car dans les précédentes versions des Boeing 737, l'alimentation en air frais pour l'air conditionné de la cabine était pris sur le moteur droit. Cependant dans la nouvelle version du Boeing 737-400, Boeing avait modifié le système pour utiliser de l'air des deux moteurs. Plusieurs membres du personnel de cabine et des passagers notèrent que le réacteur gauche avait un jet de carburant qui s'enflammait dans le flux arrière du réacteur gauche mais cette information ne fut pas communiquée aux pilotes car ils pensaient que ces derniers étaient au courant du dysfonctionnement.
La disparition de l'odeur de fumée ne fut qu'une coïncidence lorsque la poussée automatique des gaz fut désengagée et le moteur droit arrêté. Lorsqu'un dysfonctionnement se produit, les pilotes sont entrainés, après leur action de correction, à revérifier tous les paramètres et revoir toutes les décisions qu'ils ont prises. Le commandant Hunt commença cette procédure mais au cours de celle-ci, il fut interrompu par une instruction de l'aéroport d'East Midlands l'informant qu'il pouvait descendre à 12 000 pieds pour préparer son atterrissage. À la fin de cette communication avec le sol, il débuta sa descente, sans reprendre la procédure. 
L'indicateur de vibration était lui plus petit que sur les précédentes versions du 737 dont avaient l'habitude les pilotes. Le cadran de l'indicateur n'était pas plus grand qu'une pièce de 20 pence (2 cm de diamètre) et l'aiguille lumineuse tournait autour du cadran et non à l'intérieur comme sur les anciennes versions du 737. Les pilotes n'avaient reçu aucun entrainement en simulateur sur ces nouvelles versions de l'avion, aucun simulateur du 737-400 d'ailleurs n'existait alors au Royaume-Uni.

### Dysfonctionnement du moteur
L'analyse du réacteur après le crash montra que les ailettes du moteur CFM56 amélioré utilisé sur les 737-400 étaient sujettes à des niveaux de vibration anormaux lorsque les réacteurs opéraient à forte puissance au-dessus de 25 000 pieds. Comme il ne s'agissait que d'une nouvelle version d'un moteur existant, les tests en vol n'étaient pas obligatoires et la nouvelle version du moteur n'avait été testée que sur banc moteur. Après cette découverte, les 99 autres Boeing 737-400 en service furent interdits de vol jusqu'à ce que leur moteur soit modifié.  Depuis ce crash, il est désormais obligatoire de réaliser des tests en conditions réelles de vol pour les turboréacteurs significativement modifiés. 
Cette vibration excessive provoqua une fatigue du métal des ailettes de soufflante. Sur le Boeing de la British Midlands, cela  conduisit à la rupture d'une des ailettes qui finalement endommagea le réacteur et perturba son équilibre délicat, causant une réduction de sa puissance et une augmentation des vibrations. La commande automatique des gaz essaya de compenser cela en augmentant l'arrivée de carburant dans le réacteur, cependant ce dernier endommagé était incapable de bruler ce carburant supplémentaire, dont la plupart s'échappait en s'enflammant alors dans le flux d'éjection, créant une importante trainée de flammes à l'arrière du réacteur.

## Conséquences
Cet accident eut un important retentissement en Grande-Bretagne, 18 jours seulement après l'attentat de Lockerbie en Écosse contre un Boeing 747 de la Pan Am.
L'évaluation des blessures et les conditions de l'accident de Kegworth conduisirent à des améliorations importantes dans les instructions d'urgence et de sécurité des avions. Le professeur Angus Walace du Queen's Medical Centre de Nottingham déclara qu'il avait découvert, alors que cela avait été demandé par une annonce du commandant de bord quelques secondes avant le crash, que beaucoup de passagers à bord n'avaient pas adopté la bonne position de sécurité avant l'impact entrainant beaucoup de blessures aux jambes, aux bras et à la tête. Il ira même jusqu'à recommander que les avions adoptent des sièges passagers dans le sens opposé à la marche. 
Le rapport de l'AAIB fit ainsi 31 recommandations dont une meilleure communication en vol entre le personnel navigant et le personnel de cabine. 

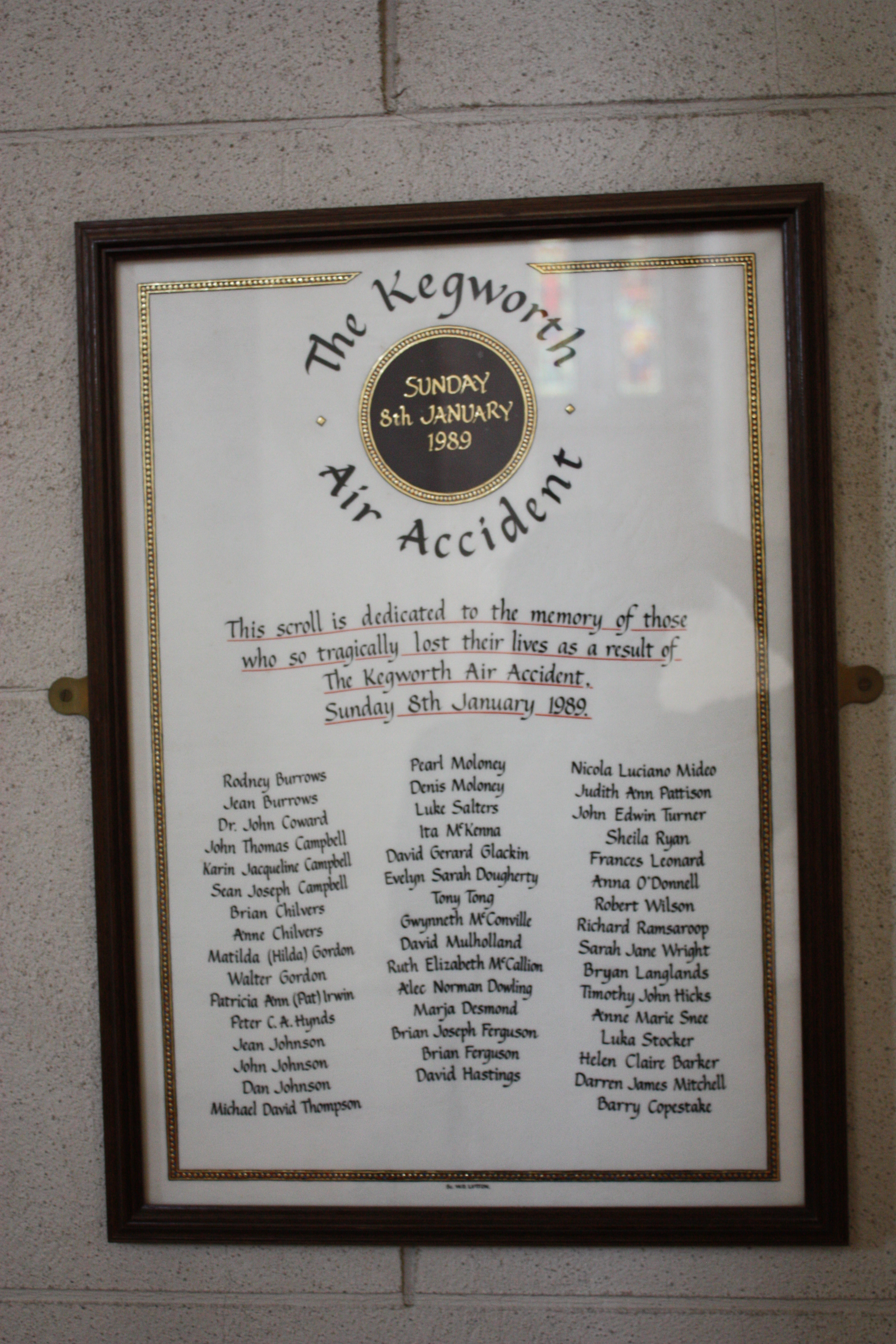
Mémorial en souvenir des victimes de l'accident, dans la cathédrale Sainte-Anne de Belfast.

Un mémorial a été dressé à « ceux qui ont péri, ceux qui ont été blessés et ceux qui ont pris part aux opérations de secours » dans le cimetière du village proche de Kegworth, avec un jardin fait de terre prélevée sur le site du crash.
Le commandant de bord Hunt et le copilote McClelland furent sérieusement blessés dans l'accident. Ils furent plus tard démis à la suite des critiques sur leurs actions dans le rapport du AAIB.
Un des passagers survivants, Chris Thompson, mena par la suite une campagne vigoureuse pour l'amélioration de la sécurité aérienne.

## Documentaires télévisés
- Catastrophe aérienne, 3e épisode de la 2e saison de La Minute de vérité, sur National Geographic Channel et sur Direct 8.

L'accident a fait l'objet d'un épisode dans la série télé Air Crash nommé « Panne de moteur » (saison 14 - épisode 1).